# Племо
Племо је насеље у Италији у округу Бреша, региону Ломбардија.
Према процени из 2011. у насељу је живело 618 становника. Насеље се налази на надморској висини од 246 м.